# Young Hunting
Young Hunting ist ein traditioneller Folksong (Roud 47, Child 68), der seinen Ursprung in Schottland hat und von dem zahlreiche Varianten existieren, insbesondere unter den Titeln Henry Lee und Love Henry in den Vereinigten Staaten sowie Earl Richard und manchmal The Proud Girl im Vereinigten Königreich. Eine bekannte Aufnahme des Liedes mit dem Namen Henry Lee stammt von Nick Cave im Duett mit PJ Harvey.

## Inhalt
Das Lied erzählt die Geschichte des gleichnamigen Protagonisten, des jungen Hunting, der einer Frau, die ihm möglicherweise ein Kind geboren hat, erzählt, dass er in eine andere, schönere Frau verliebt sei. Sie überredet ihn, zu trinken, bis er betrunken ist, dann in ihr Schlafzimmer zu kommen oder ihr zumindest einen Abschiedskuss zu geben. Dann ersticht sie ihn und wirft seinen Körper in den Fluss – manchmal mit Hilfe einer der anderen Frauen der Stadt, die sie mit einem Diamantring besticht – und wird von einem Vogel verspottet. Sie versucht, den Vogel vom Baum herunter zu locken, aber dieser sagt ihr, dass sie ihn töten wird, wenn er in ihre Reichweite kommt. Als die Suche nach dem jungen Hunting beginnt, bestreitet sie entweder, ihn gesehen zu haben, oder behauptet, er sei früher gegangen, aber als Huntings Überreste gefunden werden, gesteht sie, dass sie ihn ermordet hat, und wird auf dem Scheiterhaufen verbrannt.

## Aufnahmen (Auswahl)
Eine der frühesten aufgenommenen Varianten unter dem Titel Henry Lee stammt vom Bluessänger Dick Justice. Die Aufnahme aus dem Jahr 1929 ist der erste Song in Harry Smiths Anthology of American Folk Music, die 1952 veröffentlicht wurde. Hedy West nahm 1967 für ihr Album Ballads eine Version des Liedes mit dem Titel Love Henry auf, basierend auf dem Song Young Hunting, den der Musikforscher Cecil Sharp im September 1916 von Orilla Keeton in Mountfair, Virginia, erhalten hatte. Die Version mit dem Namen Love Henry wurde 1993 von Bob Dylan für sein Album World Gone Wrong aufgenommen. Eine Version des Liedes wurde auch von Karan Casey und John Doyle für ihr 2010er Album Exiles Return als The False Lady aufgenommen. Die englische Sängerin Nancy Kerr nahm 1997 auf ihrer Fellside-Recordings-CD Starry Gazy Pie eine Version von Young Hunting auf, als Quelle wird das 1929 erschienene Werk British Ballads from Maine von Barry, Eckstorm und Smyth angegeben.
Englische Varianten des Liedes, eng an die schottischen Originalversionen angelehnt, sind auch unter den Titeln Earl Richard und The Proud Girl bekannt. Earl Richard wurde 1968 vom englischen Folk-Sänger Tim Hart mit Maddy Prior für das Album Folk Songs of Olde England Vol. 2 aufgenommen. John Spiers und Jon Boden nahmen 2001 eine Version der englischen Variante auf dem Album Through & Through auf und gaben als Autorin „Miss Stephenson of Glasgow“ an, die das Lied 1825 geschrieben habe. The Proud Girl ist ein Arrangement des Liedes von A. L. Lloyd, das am 5. November 1972 im Top Lock Folk Club in Runcorn, Cheshire, aufgeführt wurde. Diese Aufführung, die die Grundlage für Frankie Armstrongs Version von 1997 bildete, wurde 2010 auf An Evening with A. L. Lloyd veröffentlicht.
Henry Lee, eine Variante von Young Hunting, ist ein Lied der australischen Rockband Nick Cave and the Bad Seeds. Es ist der dritte Titel und die zweite Single aus dem neunten Studioalbum der Band, Murder Ballads (1996). Anders als die traditionelleren Versionen ist die Aufnahme als Duett zwischen Frontmann Nick Cave und der englischen Sängerin PJ Harvey mit abwechselndem Gesang arrangiert. Textlich lehnt sich das Lied stark an Dick Justices Version des Lieds von 1929 an.